# زفاف خونین
زفاف خونین (فرانسوی: Les Noces rouges‎) فیلمی درام و جنایی به کارگردانی کلود شابرول است که در سال ۱۹۷۳ منتشر شد.

## بازیگران
- میشل پیکولی
- استفان اودران
- کلود پیپلو